# 流井乡
流井乡，是中华人民共和国河北省保定市易县下辖的一个乡镇级行政单位。

## 行政区划
流井乡下辖以下地区：
东流井村、西流井村、南流井村、北流井村、东豹泉村、西豹泉村、南豹泉村、北豹泉村、李家坟村、金家庄村、全山庄村、主良村、马头村和建新村。